# Fissidens perumalensis
Fissidens perumalensis är en bladmossart som beskrevs av Hugh Neville Dixon och Potier de la Varde 1927. Fissidens perumalensis ingår i släktet fickmossor, och familjen Fissidentaceae. Inga underarter finns listade i Catalogue of Life.